# Dolci colline di sangue
Dolci colline di sangue è un romanzo-inchiesta scritto in collaborazione dal giornalista italiano Mario Spezi e dallo scrittore statunitense Douglas Preston, pubblicato nel 2006.

## Trama
Il libro ripercorre la nota vicenda di cronaca nera dei delitti commessi dal cosiddetto Mostro di Firenze dal punto di vista del giornalista Spezi, che ha seguito lo sviluppo dei fatti e le indagini sin dal 1981.
Le analisi degli autori finiscono per proporre una verità diversa sull'identità del feroce assassino rispetto a quella parzialmente accertata dalle indagini di polizia e dalle sentenze della magistratura, che ha visto riconosciuti colpevoli di 4 duplici omicidi Mario Vanni e Giancarlo Lotti, individuando il possibile colpevole in una persona collegata al gruppo della pista sarda, linea d'indagine a lungo seguita anche dagli inquirenti ma in seguito abbandonata.
Il libro si chiude con il racconto dell'incontro tra lo Spezi e tale persona chiamata "Carlo", incontro che si conclude piuttosto bruscamente e lasciando comunque un'aura d'incertezza sulla verità.

## Differenze tra le versioni
Tuttavia la versione italiana del libro è fortemente lacunosa. Quello che infatti in "Dolci colline di sangue" è l'ultimo capitolo, nella versione inglese curata da Preston stesso è situato solo a metà circa del libro. Nella versione italiana manca praticamente tutta la seconda parte della storia con le indagini che si spostano sulla "pista perugina", l'arresto di Spezi, la fuga di Preston dall'Italia. Probabilmente le traversie patite da Spezi lo hanno convinto a tenere un basso profilo sulle questioni giudiziarie che lo hanno visto coinvolto. Inoltre quello che nella versione italiana viene chiamato "Carlo", e cioè colui che i due autori hanno identificato come il vero Mostro di Firenze, nella versione inglese viene indicato con tanto di nome e cognome, ovvero Antonio Vinci. Tuttavia, come afferma lo stesso Preston nelle appendici alle ultime edizioni del libro, Antonio Vinci non ha mai sporto denuncia contro di loro, preferendo evidentemente restare nell'ombra.

## Edizioni
- Mario Spezi, Douglas Preston, Dolci colline di sangue, Sonzogno, 2006,  p. 345, ISBN 978-88-454-1271-4.
- Douglas Preston, Mario Spezi, The Monster of Florence: A True Story, Grand Central Publishing, 2008,  p. 368, ISBN 978-0-446-58119-6.
- Mario Spezi, Douglas Preston, Dolci colline di sangue, Bur narrativa, Rizzoli, 2009,  p. 345, ISBN 978-88-17-03723-5.